# Las Ternas
Les Ternes és un municipi francès situat al departament de Cantal i a la regió d'Alvèrnia-Roine-Alps. L'any 2007 tenia 531 habitants.

## Demografia

### Població
El 2007 la població de fet de Les Ternes era de 531 persones. Hi havia 214 famílies de les quals 48 eren unipersonals (20 homes vivint sols i 28 dones vivint soles), 73 parelles sense fills, 77 parelles amb fills i 16 famílies monoparentals amb fills.
La població ha evolucionat segons el següent gràfic:
Habitants censats

### Habitatges
El 2007 hi havia 289 habitatges, 217 eren l'habitatge principal de la família, 51 eren segones residències i 20 estaven desocupats. 252 eren cases i 33 eren apartaments. Dels 217 habitatges principals, 170 estaven ocupats pels seus propietaris, 41 estaven llogats i ocupats pels llogaters i 6 estaven cedits a títol gratuït; 10 tenien dues cambres, 29 en tenien tres, 65 en tenien quatre i 113 en tenien cinc o més. 159 habitatges disposaven pel capbaix d'una plaça de pàrquing. A 84 habitatges hi havia un automòbil i a 104 n'hi havia dos o més.

### Piràmide de població
La piràmide de població per edats i sexe el 2009 era:
| Homes | Edats   | Dones |
| ----- | ------- | ----- |
| 0     | 95 o +  | 0     |
| 0     | 90 a 94 | 0     |
| 0     | 85 a 89 | 4     |
| 0     | 80 a 84 | 0     |
| 12    | 75 a 79 | 12    |
| 4     | 70 a 74 | 16    |
| 12    | 65 a 69 | 20    |
| 12    | 60 a 64 | 12    |
| 4     | 55 a 59 | 4     |
| 16    | 50 a 54 | 12    |
| 20    | 45 a 49 | 20    |
| 12    | 40 a 44 | 8     |
| 40    | 35 a 39 | 48    |
| 12    | 30 a 34 | 16    |
| 4     | 25 a 29 | 0     |
| 4     | 20 a 24 | 8     |
| 4     | 15 a 19 | 16    |
| 20    | 10 a 14 | 24    |
| 24    | 5 a 9   | 20    |
| 12    | 0 a 4   | 20    |

## Economia

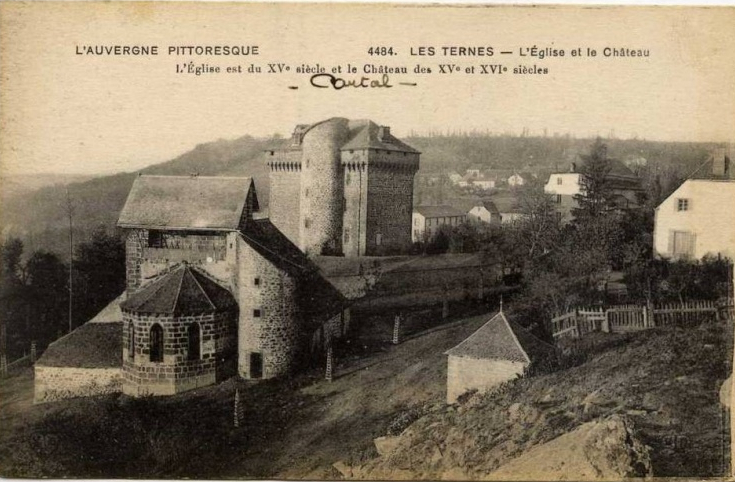
Castell des Ternes

El 2007 la població en edat de treballar era de 338 persones, 261 eren actives i 77 eren inactives. De les 261 persones actives 248 estaven ocupades (135 homes i 113 dones) i 13 estaven aturades (6 homes i 7 dones). De les 77 persones inactives 24 estaven jubilades, 26 estaven estudiant i 27 estaven classificades com a «altres inactius».

### Ingressos
El 2009 a Les Ternes hi havia 235 unitats fiscals que integraven 581 persones, la mediana anual d'ingressos fiscals per persona era de 14.451 €.

### Activitats econòmiques
Dels 16 establiments que hi havia el 2007, 2 eren d'empreses alimentàries, 1 d'una empresa de fabricació d'elements pel transport, 4 d'empreses de construcció, 3 d'empreses de comerç i reparació d'automòbils, 1 d'una empresa de transport, 2 d'empreses d'hostatgeria i restauració, 1 d'una empresa financera, 1 d'una entitat de l'administració pública i 1 d'una empresa classificada com a «altres activitats de serveis».
Dels 7 establiments de servei als particulars que hi havia el 2009, 1 era un taller de reparació d'automòbils i de material agrícola, 1 paleta, 2 guixaires pintors, 1 lampisteria, 1 perruqueria i 1 restaurant.
L'únic establiment comercial que hi havia el 2009 era una fleca.
L'any 2000 a Les Ternes hi havia 25 explotacions agrícoles que ocupaven un total de 1.276 hectàrees.

## Equipaments sanitaris i escolars
El 2009 hi havia una escola elemental.

## Poblacions més properes
El següent diagrama mostra les poblacions més properes.